# Club Deportivo Formas Íntimas
Formas Íntimas es un club de fútbol femenino que milita en la Liga Femenina de Fútbol de Antioquia. El equipo nació de la labor social de la empresa Formas Intimas S.A. como vehículo de promoción de la misma.
En el año 2017 logra una alianza con el Envigado Fútbol Club para jugar en Liga Profesional Femenina de Fútbol de Colombia, bajo el nombre de Envigado 
-Formas Íntimas, esta alianza duró hasta 2018.
En el año 2019, se logró otra alianza con el Deportivo Independiente Medellín, otro equipo de la región para disputar la Liga Profesional Femenina de Fútbol de Colombia bajo el nombre de Deportivo Independiente Medellín-Formas Íntimas.
A partir de 2023 hizo alianza con Atlético Nacional para seguir aportando jugadoras de fútbol base al equipo profesional.

## Historia
El club empezó afiliado a la Liga Antioqueña de Fútbol, de carácter aficionado.
El club fue fundado en el año 2002 con el apoyo de la empresa Comercializadora Internacional Formas Íntimas, aunque ya participaba en los torneos de la Liga Antioqueña de Fútbol desde 2001, afiliándose oficialmente en el año 2003. El club tiene en la actualidad jugadoras en las categorías infantil, juvenil, promocional y mayores.
A partir de 2017 logra una alianza con el Envigado Fútbol Club para competir profesionalmente en la Liga Profesional Femenina de Fútbol 2017. En 2019 traslado la alianza al Deportivo Independiente Medellín para jugar la misma Liga.

## Copa Libertadores Femenina 2009
Su primer gran hito histórico fue representar al fútbol colombiano en la Copa Libertadores Femenina 2009, derecho que fue otorgado por la Federación Colombiana de Fútbol al ser éste el club más representativo de la disciplina en el país, por sus aportes a todas las categorías de la Selección femenina de fútbol de Colombia y sus títulos en el torneo de la Feria de las Flores.
Sus rivales en la primera edición de la Copa Libertadores Femenina fueron San Lorenzo de Almagro (Argentina), Universidad Autónoma de Asunción (Paraguay), Deportivo Quito (Ecuador) y Rampla Juniors (Uruguay). El equipo clasificó a las semifinales como segundo del grupo pero fue goleado 5-0 por el campeón Santos aunque posteriormente se quedó con el tercer lugar ganándole 2-0 al Everton de Chile.

## Copa Libertadores Femenina 2010
En 2010 nuevamente representa al fútbol colombiano en la segunda edición de la Copa Libertadores Femenina, luego de vencer a la Escuela Carlos Sarmiento Lora por marcador global de 3-0. En Primera ronda se enfrentó a Santos (Brasil), Deportivo Quito (Ecuador), River Plate (Uruguay) y Caracas FC (Venezuela). El equipo solo obtuvo un triunfo ante Caracas F.C. por lo cual quedó en el último lugar del grupo.

## Participaciones

### Propias
| Categoría                   | Competición                 | Competición                 | Competición                 | Competición                | Temporadas                         |
| --------------------------- | --------------------------- | --------------------------- | --------------------------- | -------------------------- | ---------------------------------- |
| Profesional                 | Copa Libertadores Femenina  | Copa Libertadores Femenina  | Copa Libertadores Femenina  | Copa Libertadores Femenina | 2009 2010 2011 2012 2013 2014 2015 |
| Amateur                     |                             |                             |                             |                            |                                    |
| Liga de Fútbol de Antioquía | Liga de Fútbol de Antioquía | Liga de Fútbol de Antioquía | Liga de Fútbol de Antioquía | 2002-presente              |                                    |

### En alianzas
| División                                        | Categoría   | Club                   | Temporadas          |
| ----------------------------------------------- | ----------- | ---------------------- | ------------------- |
| Liga Profesional Femenina de Fútbol de Colombia | Profesional | Envigado               | 2017 2018           |
| Liga Profesional Femenina de Fútbol de Colombia | Profesional | Independiente Medellín | 2019 2020 2021 2022 |
| Liga Profesional Femenina de Fútbol de Colombia | Profesional | Atlético Nacional      | 2023                |